# ۱۱۴۵ (خورشیدی)
۱۱۴۵ هزار و صد و چهل و پنجمین سال هجری خورشیدی است.

## رویدادها
- ترجمهٔ کتاب جهانگشای نادری اثر میرزا مهدی استرآبادی توسط سِر ویلیام جونز؛ زبان‌شناس و ادیب و خاورشناس انگلیسی به زبان فرانسوی.